# Mariette Chaguinian
Mariette Sergueïevna Chaguinian (en russe : Мариэ́тта Серге́евна Шагиня́н et en arménien : Մարիետա Սերգեյի Շահինյան) est une écrivaine soviétique née le 2 avril 1888 à Moscou et morte dans cette même ville le 20 mars 1982.

## Biographie
D'origine arménienne, elle naît à Moscou dans la famille d'un médecin arménien, Sarkis (Serge) Davydovitch Chaguinian (1860-1902), médecin à l'hôpital Catherine, professeur adjoint au département de diagnostic des maladies internes de l'université impériale de Moscou(1860-1902) et de sa femme Pepronia Iakovlievna, née Khlytchieva (en secondes noces Boldyreva; 1867-1930).
Elle reçoit d'abord une instruction à domicile avec des préceptrices, puis étudie dans une pension privée et ensuite dans un lycée de jeunes filles. En 1902-1903, après la mort de son père, elle étudie au gymnasium de jeunes filles Catherine de Nakhitchevan-sur-le-Don. En 1906-1915, elle travaille dans la presse moscovite. Elle est diplômée en 1912 de la faculté d'histoire et de philosophie des Cours supérieurs féminins (dits Cours Guerrier). Elle se rend ensuite à Saint-Pétersbourg où elle fait la connaissance de Zinaïda Hippius et Dmitri Merejkovski. En février 1912, elle écrit au compositeur Serge Rachmaninoff, signant « Ré ». C'est la première lettre de beaucoup écrites en cinq ans, dont un certain nombre sont citées dans Bertensson & Leyda. Plus tard en 1912, Rachmaninoff lui demande quels poèmes  pourraient être mis en musique. Ses suggestions apparaissent dans son Op. 34 de cette année-là (liste des titres, in Bertensson & Leyda). Le premier groupe, du poème de Pouchkine, La Muse (1828), lui est dédié. En 1913 à son tour, elle lui dédie le premier recueil de poèmes qu'elle a fait paraître, Orientalia. Rachmaninoff quitte la Russie en 1917, à tout jamais, et leur correspondance cesse,,,,.
En 1912-1914, elle étudie la philosophie à l'université de Heidelberg; mais doit quitter l'Allemagne avec le déclenchement de la Première Guerre mondiale. En 1915-1919, Mariette Chaguinian est correspondante des journaux Le Kraï d'Azov, La Rive de la Mer Noire, Le Discours laborieux, La Voix artisanale, Le Mot caucasien, Bakou. En 1915-1918, elle habite à Rostov-sur-le-Don et enseigne au conservatoire local l'esthétique et l'histoire de l'art.
Mariette Chaguinian accepte avec enthousiasme la Révolution d'Octobre, qu'elle perçoit comme un événement de nature mystique chrétienne et qu'elle vit à Rostov. En 1919-1920, elle travaille comme monitrice à Donnarobraz et directrice de la 1re école de filature et de tissage. Puis elle s'installe à Pétrograd. Elle est l'une des « compagnes de voyage » des Frères Sérapion dans les années 1920; en 1920-1923, elle est correspondante des Izvestia du Soviet de Pétrograd et chargée de cours à l'Institut d'histoire de l'art. En 1922-1948, elle travaille comme correspondante spéciale du journal la Pravda et pendant quelque temps correspondante spéciale des Izvestia. En 1927, elle s'installe en Arménie où elle demeure pendant cinq ans. En 1931, elle déménage définitivement à Moscou.
Elle devient l'une des écrivaines communistes les plus prolifiques expérimentant la fiction satirico-fantastique. Elle écrit en 1924 sous le pseudonyme de Jim Dollar un roman intitulé Mess Mend, ou un Yankee à Pétrograd.
Dans les années 1930, elle est diplômée de l'Académie de planification de la Commission nationale de planification Molotov (elle y a étudié la minéralogie, la filature et le tissage, l'énergie). En 1934, lors du premier congrès des écrivains soviétiques, elle est élue membre du conseil d'administration de l'Union des écrivains de l'URSS. Alexandre Chtcherbakov écrit à Molotov dans une lettre datée du 21 septembre 1935 : « Dans une conversation avec moi, Chaguinian a dit : "Vous vous êtes arrangé pour que Gorki n'ait besoin de rien, Alexis Tolstoï reçoit 36 000 roubles par mois. Pourquoi n'en est-il pas de même pour moi ?" »
En 1937 (en pleines purges staliniennes), elle publie dans la Gazette littéraire un article-choc « Monstrueux avortons », dénonçant d'anciens chefs de parti accusés d'avoir créé un centre trotskyste clandestin parallèle : « Nous, les habitants du pays soviétique, détruisons ces monstrueux avortons qui ont essayé de marcher sur le corps du grand peuple soviétique aux millions d'habitants perspicaces qui croissent dans le bonheur et la connaissance ! » Pendant ces grandes purges, elle demeure fidèle à Staline. Déjà en 1934, consciente de la tension entre Staline et l'écrivain vivant le plus renommé de Russie, Maxime Gorki, elle le traite dans une conversation privée d'« anarchiste » et de « petit bourgeois populiste ». Lorsqu'il y a des arrestations de masse à l'époque où Nikolaï Iejov est chef du NKVD, elle signe un article d'une demie page dans la Pravda dans lequel elle affirme que des prisonniers désormais connus pour avoir été contraints de faire de faux aveux sous la torture le faisaient volontairement par sens des responsabilités envers la société soviétique. Elle est également réputée pour s'être plainte de ses collègues écrivains selon lesquels « Ce n'est que parce que quelques personnes ont été arrêtées qu'ils doivent faire tout ce tapage ! »
Elle passe les années de la Grande Guerre patriotique dans l'Oural en tant que correspondante du journal Est-ce vrai?. Pendant plusieurs années, elle est députée du conseil municipal de Moscou. Elle est docteur en philologie en 1941 (grâce à une thèse sur Taras Chevtchenko) et membre du PCUS en 1942. Elle est élue membre correspondante de l'Académie des sciences de la RSS d'Arménie en 1950.
Dans le n° 2 de Novy Mir de 1954, le critique Mikhaïl Lifschitz publie un pamphlet « Le Journal de Mariette Chaguinian », consacré à l'analyse de son Journal,. Ayant lu le manuscrit à la fin de l'année 1953, Alexandre Tvardovski s'exclame à Lifchitz: « Tu ne sais pas toi-même ce que tu as écris ! ». Lifschitz répond: « Je le sais et je peux même en mesurer quelques conséquences ». Cette publication provoque un grand scandale dans le monde littéraire de l'époque.
En 1964, elle confie à Valeri Kirpotine: « Staline n'a emprisonné personne en vain. »
Mariette Chaguinian a tenu une correspondance avec Mikhaïl Souslov.
Elle passait beaucoup de temps tous les étés avec sa famille à Koktebel en Crimée où elle disposait d'une maison. L'élite intellectuelle se retrouvait à la maison de Maximilian Volochine.
Elle est inhumée au cimetière arménien de Moscou.

## Personnalité
Il y a une représentation cinglante de Mariette Chaguinian dans les Mémoires de Nadejda Mandelstam. Elle allègue que dans les années 1920, Chaguinian avait pris l'habitude d'embrasser la main d'Anna Akhmatova chaque fois qu'elles se rencontraient. « Cela a toujours mis Akhmatova dans la gêne, et à la simple vue de Chaguinian, elle s'enfuyait ou plongeait dans la porte cochère la plus proche. » Mais après qu'Anna Akhmatova eut été dénoncée par le chef de la culture de Staline, Andreï Jdanov en 1948, Mariette Chaguinian s'est rendue dans les provinces pour expliquer qu'Akhmatova était « décadente ». Nadejda Mandelstam affirme également que Chaguinian, « petite silhouette ratatinée » et « vieille sourde ennuyeuse avec ses pensées sur Lénine et Goethe, et sa découverte d'une relation directe entre la lampe d'un mineur, les activités utiles de Faust, et le fameux plan d'électrification, avait un comportement inhabituel en ce sens qu'elle faisait une terrible histoire si un espion supposé de la police s'approchait d'elle, alors que la plupart des citoyens soviétiques les supportaient simplement ». Cependant Nadejda Mandelstam soupçonne qu'elle criait parfois délibérément sur des personnes dont elle savait qu'elles n'étaient pas des informateurs, pour dissuader les véritables espions. « Pourquoi est-ce que je rabâche toujours sur cette femme ? », ajoute finalement Nadejda Mandelstam. « Le fait est qu'elle était une figure typique de notre époque, et en plus elle a laissé échapper des choses sur lesquelles d'autres se taisaient. »

## Œuvre littéraire
Elle commence à composer de la poésie dès 1903 dans la continuité du symbolisme. Elle a publié plus de 70 livres, des romans, des nouvelles, des récits, des essais, des poésies et près de 300 articles et recensions. Elle fait paraître son recueil de poésies, Premières rencontres en 1909, Orientalia en 1913 (7 éditions), puis des livres de nouvelles La Porte étroite (1914), Sept conversations (1915). Elle est considérée alors par le public comme plus importante que Marina Tsvetaïeva.
Parallèlement, elle prise hautement l'œuvre de Goethe; elle passe dix jours en 1914 à Weimar: « Ce voyage de dix jours avant le 1er août 1914 [ déclenchement de la Première Guerre mondiale ] fut la dernière étape de mon idolâterie culturelle », écrit-elle plus tard dans son Journal. Sur le chemin du retour en Russie en passant par Zurich elle écrit un livre d'essai intitulé Voyage à Weimar. En 1922-1923, elle fait paraître son roman Transformation qui est moqué par Maxime Gorki dans une lettre à Kaverine: « Elle aurait dû pour son roman Transformation manger un sandwich avec une épingle à nourrice ».
Dans son livre, L'Aventure d'une dame de la société, elle montre un tournant dans l'esprit de l'intelligentsia russe sous l'influence de la Révolution d'Octobre. En 1923-1925, elle publie sous le pseudonyme de « Jim Dollar », une série de récits d'agitation et d'aventure Mess Mend, qui connaît un grand succès. En 1928, elle publie une œuvre littéraire particulière, le « roman complexe » K et K (ce qui signifie Sorcière Koldounia et Communiste Kommounist) qui réunit différents genres, du poème au rapport.
En 1930-1931, elle écrit le roman Hydrocentrale, résultat d'années passées à la construction de la centrale hydroélectrique Dzoraget en RSS d'Arménie. Comme le note Lev Kolodny: « Pendant plus de vingt ans, le livre de Marietta Chaguinian, Les Oulianov. Portrait d'une famille, est retiré des bibliothèques publiques, et elle-même, selon ses aveux, en a terriblement souffert du fait qu'elle ait découvert une origine kalmouke dans une partie de l'ascendance du père de Lénine, information que les journaux nazis ont utilisée dès 1937. »
Pendant la Grande Guerre patriotique, qu'elle passe dans l'Oural, elle publie un recueil d'articles littéraires, L'Oural dans la défense (1944), et après la guerre, Sur les routes du plan quinquénal. Elle publie aussi des livres consacrés à l'œuvre de Taras Chevtchenko, Ivan Krylov, Goethe, Nizami, du compositeur bohémien Josef Mysliveček, etc. À la fin de sa vie, elle fait paraître ses Mémoires, La Personne et l'époque, et des portraits littéraires sur William Blake, Serge Rachmaninov, Vladislav Khodassevitch, Gueorgui Iakoulov.

## Quelques publications
- «О блаженстве имущего. Поэзия З. Н. Гиппиус» (Sur la béatitude du possesseur. La poésie de Zinaïda Hippius) (1912)
- «Orientalia» (1913)
- «Две морали» (Deux morales) ((1914)
- Семь разговоров (Sept conversations) Pétrograd, 1916
- «Своя судьба» (Son destin) (1916; version corrigée en 1954), roman
- «Приключения дамы из общества» (L'Aventure d'une dame de la société) (1923)
- «Перемена» (Transformation) (1923)
- «Гидроцентраль» (Hydrocentrale) (1931; version corrigée en 1949)
- «Месс Менд, или Янки в Петрограде» (Mess Mend, ou un Yankee à Pétrograd) (1924; version corrigée en 1956)
- «К и к» (K et K) (1928)
- «Билет по истории» (Billet pour l'histoire) (1938; nouvelle rédaction en 1970)
- Recueil d'essais «По Советской Армении» (À travers l'Arménie soviétique) (1950, trad. en français en 1955)[28]
- Дневник писателя» (Journal d'un écrivain) (1953)
- Livre d'essais «Зарубежные письма» (Lettres de l'étranger) (1964)
- «Лениниана» (Leniniana) (1937-1968)
- «Путешествие в Веймар» (Voyage à Weimar) (1914; «Гёте» (Goethe) (1950))
- «Т. Шевченко» (T. Chevtchenko) (1941)
- «И. А. Крылов» (I.A. Krylov) (1944)
- «Этюды о Низами» (Études sur Nizami) (1955)
- «Воскрешение из мёртвых» (La Résurrection des morts) (1964)
- «Человек и Время» (Personne et temps) (1980)
- «Иозеф Мысливечек» (Josef Mysliveček) (1968, rééd. 1983)
- Chapitre «...Религии проходят» (Les religions passent), in Вопросы научного атеизма (Questions de l'athéisme scientifique), Académie des sciences sociales du comité central du parti communiste d'URSS, institut de l'athéisme scientifique, Moscou, éd. Mysl [La Pensée], 1978, pp. 306-314; 319 pages

## Distinctions
- Prix Staline de IIIe classe (1951), pour son livre Voyage en Arménie soviétique (1950)
- Prix Lénine (1972), pour sa tétralogie, La Famille Oulianov (La Naissance du fils (1937, version revue en 1957), Première panrusse (1965), Billet pour l'histoire (1937), Quatre leçons de Lénine (1968) et essais sur Lénine
- Héros du travail socialiste (3 mai 1976)
- Deux ordres de Lénine (13 mars 1967; 3 mai 1976)
- Ordre de la révolution d'Octobre (2 juillet 1971)
- Deux ordres du Drapeau rouge du Travail (31 janvier 1939; 15 avril 1958)
- Ordre du Drapeau rouge du Travail de la RSS d'Arménie (1932)
- Ordre de l'Amitié des peuples (31 mars 1978)
- Ordre de l'Étoile rouge (23 septembre 1945)
- Ordre de l'Insigne d'honneur (8 août 1943)
- Médailles

## Hommage
L'astéroide (2144) Marietta découvert en 1975 par l'astronome soviétique Lioudmila Tchernykh est nommé en son honneur.

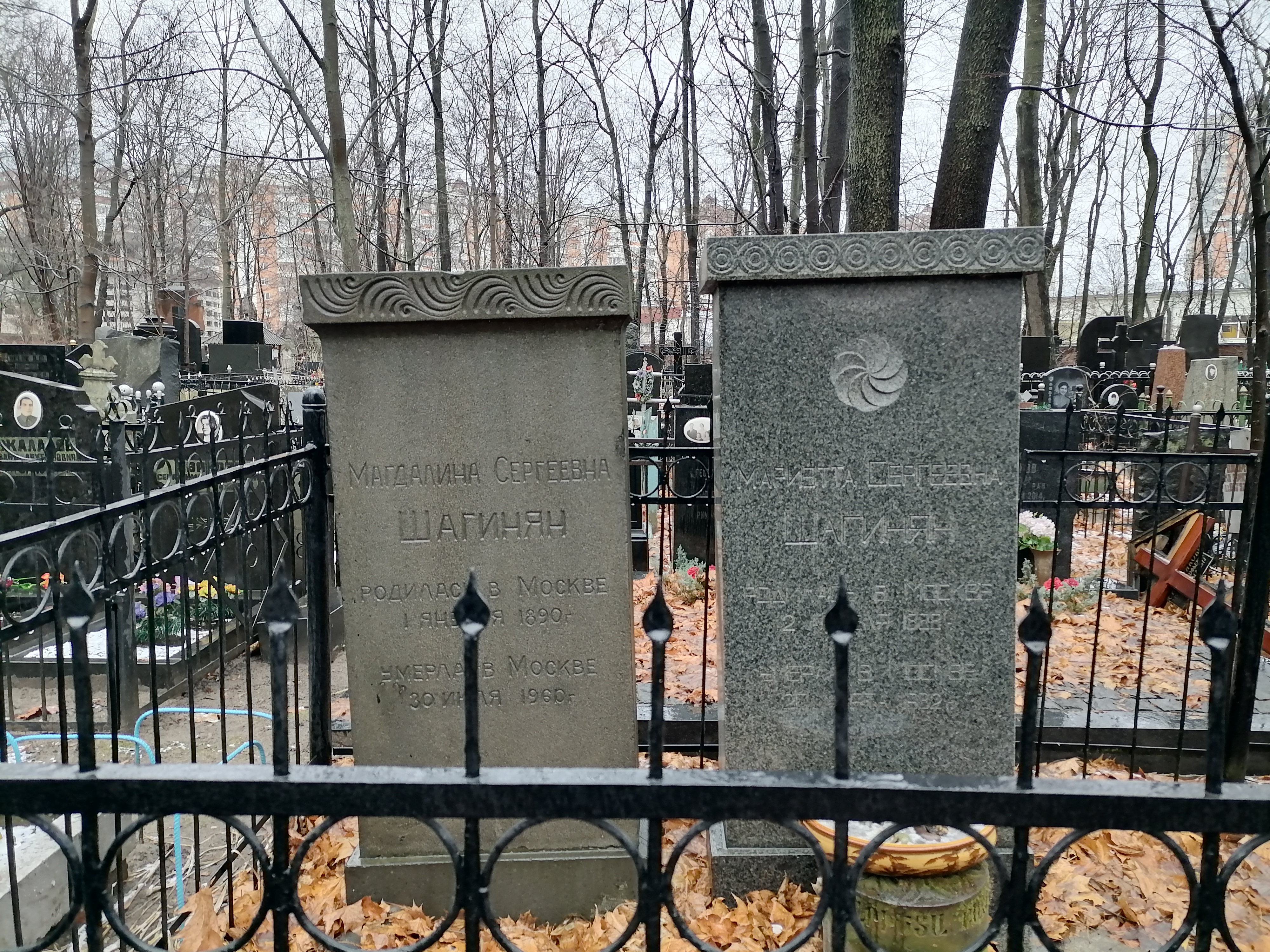
Tombe de Mariette Chaguinian et de sa sœur.

### Famille
- Époux: Iakov Samsonovitch Khatchatriants (1884-1960), philologue, traducteur à partir de l'arménien vers le russe (Romans arméniens d'Alexandre Chirvanzadé, Nar-Dos, Stefan Zorian, Ovanès Toumanian).
  - Fille: Mireille Chaguinian (17 mai 1918-24 février 2012), peintre, membre de l'Union des peintres d'URSS.
    - Petite-fille: Elena Viktorovna Chaguinian (née en 1941), candidate au doctorat en sciences biologiques.
    - Petit-fils: Sergueï Tsigal (né en 1949), graphiste
      - Arrière-petite-fille: Marietta Tsigal-Polichtchouk (née en 1984), actrice de théâtre et de cinéma.
- Sœur: Magdalina Sergueïevna Chaguinian (1892-1961), peintre portraitiste.
- cousin germain (fils de la sœur de sa mère, Elena Iakovlevna Khlytchieva): Ervand Kogbetliantz, mathématicien et ingénieur[29].
- Grand-père: marchand de la première guilde, maire de Nakhitchevan, Iakov Matveïevitch Khlytchiev.